# Toomas Kandimaa
Toomas Kandimaa (Elva, 19 giugno 1975) è un ex cestista e allenatore di pallacanestro estone.

## Carriera
Con l'Estonia ha disputato due edizioni dei Campionati europei (1993, 2001).